# 基数树

基数树的一个例子

在计算机科学中，基数树（英語：Radix Trie，也叫基数特里树或压缩前缀树）是一种数据结构，是一种更节省空间的Trie（前缀树），其中作为唯一子节点的每个节点都与其父节点合并，边既可以表示为元素序列又可以表示为单个元素。 因此每个内部节点的子节点数最多为基数树的基数r ，其中r为正整数，是2的x次方，x≥1，这使得基数树更适用于对于较小的集合（尤其是字符串很长的情况下）和有很长相同前缀的字符串集合。
基数树的查找方式也与常规树不同（常规的树查找一开始就对整个键进行比较，直到不相同为止），基数树查找时节点时，对于节点上的键都按块进行逐块比较，其中该节点中块的长度是基数r； 当r为2时，基数树为二进制的（即该节点的键的长度为1比特位），能最大程度地减小树的深度来最小化稀疏性（最大限度地合并键中没有分叉的节点）。 当r≥4且为2的整数次幂时，基数树是r元基数树，能以潜在的稀疏性为代价降低基数树的深度。

## 应用
基数树可用来构建关联数组。
用于IP 路由。
信息检索中用于文本文档的倒排索引。

## 操作
基数树支持插入、删除、查找操作。查找包括完全匹配、前缀匹配、前驱查找、后继查找。所有这些操作都是O(k)复杂度，其中k是所有字符串中最大的长度。

### 查找

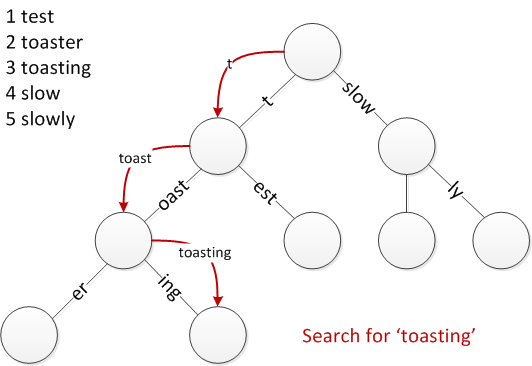
示例：基数树中查找一个字符串